# Bishopville
Bishopville é uma cidade localizada no estado norte-americano da Carolina do Sul, no Condado de Lee.

## Demografia
Segundo o censo norte-americano de 2000, a sua população era de 3670 habitantes. 
Em 2006, foi estimada uma população de 3912, um aumento de 242 (6.6%).

## Geografia
De acordo com o United States Census Bureau tem uma área de 
6,2 km², dos quais 6,1 km² cobertos por terra e 0,1 km² cobertos por água.

## Localidades na vizinhança
O diagrama seguinte representa as localidades num raio de 24 km ao redor de Bishopville. 